# Cool (singel)
Cool jest to czwarty singel Gwen Stefani pochodzący z płyty Love. Angel. Music. Baby.